# Sidney Pullen
Sidney Pullen, mit vollem Namen Sidney McKinley Pullen (* 14. Juli 1895 in Southampton; † 1. August 1950 in Rio de Janeiro) war ein brasilianischer Fußballspieler und -schiedsrichter. Er wurde auf der Position eines Mittelfeldspielers eingesetzt. In seiner Kindheit wurde sein Vater aus dem Vereinigten Königreich nach Brasilien versetzt, seine Mutter war Brasilianerin. Pullen war der erste und nur einer von fünf brasilianischen Nationalspielern mit ursprünglich anderer Nationalität. (Stand: 10. November 2020)

## Karriere

### Verein
Kurz nach Ankunft in Brasilien trat Pullen 1910 dem Paysandu Cricket Club bei. 1912 konnte er als siebzehnjähriger mit dem Klub die Staatsmeisterschaft von Rio de Janeiro gewinnen. 1913 traf er sogar auf eine Mannschaft aus der Heimat seines Vaters. Der Corinthian FC unternahm in dem Jahr eine Reise nach Brasilien. Am 21. August traf der Klub auf eine Auswahlmannschaft Rio de Janeiros. Aus dem Treffen im Estádio das Laranjeiras, der Heimstätte vom Fluminense FC, ging die Auswahl um Pullen siegreich mit 2:1 (0:0) hervor. In einem zweiten Spiel zwei Tage später mit anderen Mitspielern unterlag man 0:4 (0:3). Nachdem Paysandu 1914 seine Pforten geschlossen hatte, ging Pullen gemeinsam mit seinem Vater zu CR Flamengo. Er blieb dem Klub bis 1925 treu.

### Nationalmannschaft
In der Phase der Findung des brasilianischen Fußballs gab es bereits internationale Treffen, welche nicht als Spiele der Nationalmannschaft anerkannt wurden. In der Zeit waren Reisen innerhalb des Landes noch überaus schwierig und so trafen ausländische Gäste auf Auswahlspieler regionaler Klubs, im Wesentlichen aus São Paulo oder Rio de Janeiro. Hier bestritt Sodré eine Begegnung am 17. Juli 1913 im Estádio de General Severiano in Rio de Janeiro gegen eine inoffizielle Auswahl Portugals.
Pullen gab am 10. Juli 1916 sein Debüt in der Nationalmannschaft. Im vierten offiziellen Länderspiel Brasiliens stand er in der ersten Ausgabe der Copa América 1916 im Stadion des Vereins Club de Gimnasia y Esgrima in Buenos Aires gegen Argentinien in der Startelf und führte die Mannschaft auf den Platz. Bei dem Turnier bestritt er alle drei Spiele. Außerdem fungierte er beim Treffen von Argentinien gegen Chile (6:1) auch als Schiedsrichter. Danach kam er nur noch bei zwei inoffiziellen Freundschaftsspielen gegen den Dublin FC und Club Sportivo Barracas Bolívar zu Einsätzen.

## Trivia
Bei der Campeonato Sudamericano 1916 agierte Pullen am 6. Juli in der Partie zwischen Argentinien und Chile (6:1) als Schiedsrichter.
Von 1916 bis 1917 musste Pullen (Monatsangaben konnten nicht ermittelt werden) seine Laufbahn unterbrechen. Er wurde von den Streitkräften des Vereinigten Königreichs englischen Armee zum Kriegsdienst einberufen.
Nach seiner aktiven Laufbahn hielt er sich mit Tennis beim Fluminense FC fit.
Hugh Pullen wurde Schatzmeister bei Flamengo und war in dieser Funktion für eine Besonderheit verantwortlich. Er bestellte Trikots, welche unter dem Spitznamen Copra Coral (Korallenottern) in die Klubgeschichte Flamengos eingehen sollten. Die Trikots waren quer gestreift in schwarz und rot gehalten. Bei der Gründung der Fußballabteilung von Flamengo, welcher seinen Ursprung im Rudersport hat, wurde festgelegt, dass sich das Trikot der Fußballer von dem der Ruderer unterscheiden musste. Pullen ließ deshalb zwischen die roten und schwarzen Streifen einen schmalen weißen anbringen. Die Optik spiegelte dadurch das Muster einer Korallenotter wider. Das Trikot wurde erstmals am 10. Mai 1916 im Spiel gegen den Rio Cricket AA getragen (3:0-Erfolg). Noch im selben Monat wurde es wieder abgeschafft. Hintergrund war der Erste Weltkrieg und die Farben des Trikots, welche auch die des Deutschen Reiches waren. Brasilien stand auf der Seite deren Kriegsgegner. Und so wurde es am 28. Mai 1916 bei einer 4:2-Niederlage gegen den Bangu AC das letzte Mal getragen.

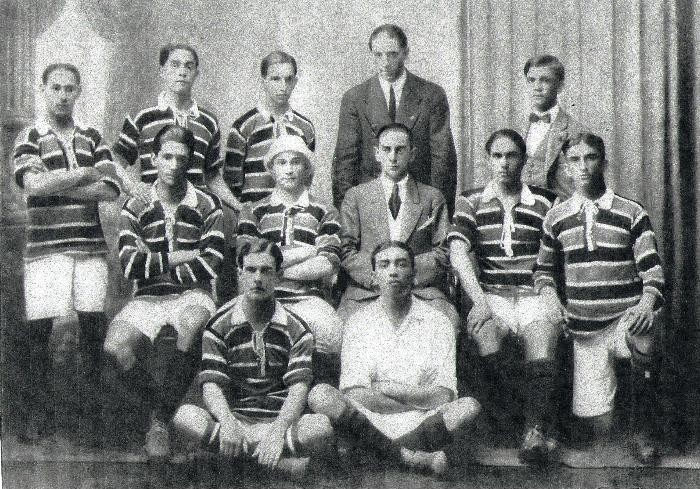
Flamengo 1914 im Cobra Coral

Anlässlich des 100-jährigen Jubiläums des ersten Titelgewinns von Flamengo lief dieser 2014 einem Retro-Shirt des Cobra Coral auf.

## Erfolge
Paysandu Cricket Club
- Staatsmeisterschaft von Rio de Janeiro: 1912

CR Flamengo
- Staatsmeisterschaft von Rio de Janeiro: 1915, 1920, 1921
- Troféu Artístico: 1916
- Taça Tricentenário de Belém: 1916
- Taça Madame Gaby Coelho Neto: 1916
- Troféu Asilo do Bom Pastor: 1916
- Taça Sport Club Juiz de Fora: 1917
- Torneio Triangular do Rio de Janeiro (Troféu América Fabril): 1919, 1922, 1923
- Torneio Início do Campeonato Carioca: 1920, 1922
- Taça Sport Club Mackenzie: 1920
- Taça Ypiranga: 1921
- Troféu Carioca Football Club: 1923
- Troféu Petropolitano: 1923